# 教务杂志
教务杂志（英語：Chinese Recorder and Missionary Journal）是美国基督教新教传教士创办的一份英文教会刊物。該刊物並非全部為宗教內容，其中一些內容涉及中國的儒學。該雜誌於1867年创刊，創刊地點位於福州。1873年停刊一年,1874年在上海美华书馆继续出版。1941年12月停刊。